# اسکات پیلگریم در برابر دنیا
اسکات پیلگریم در برابر دنیا (انگلیسی: Scott Pilgrim vs. the World) فیلمی در ژانر کمدی رمانتیک و اکشن به کارگردانی ادگار رایت است که بر اساس کمیکی به همین نام ساخته شد و در سال ۲۰۱۰ منتشر شد.

## خلاصه فیلم
این فیلم داستان پسر ۲۲ ساله‌ی گیتاریستی به اسم اسکات پیلگریم (مایکل سِرا) را روایت می‌کند که در تورنتو زندگی می‌کند و همراه با دوستانش یک گروه راک تشکیل داده‌اند و در گاراژ خانه می‌نوازند. ماجرا از جایی پیچیده می‌شود که اسکات با دختر مرموزی به اسم رامونا فلاورز (مری الیزابت وینستد) آشنا می‌شود. رامونا به معنای واقعی کلمه دختر رویاهای اسکات است. یعنی او واقعاً قبل از اینکه با رامونا در دنیای واقعی آشنا شود، رویایش را می‌بیند! اما یک مشکل وجود دارد و آن هم این است که اسکات برای رسیدن به این دختر و داشتن یک زندگی راحت و بی‌دردسر در کنار او، باید از سد هفت نامزد قبلی شرور او عبور کند. اسکات که تا قبل از رامونا، زندگی عاشقانه‌اش را ساده می‌گرفت، متوجه می‌شود که رسیدن به این یکی بی‌دردسر نخواهد بود. بلکه باید در مبارزه‌های مرگ و زندگی شرکت کند و با آدم‌های خطرناکی دوئل کند.

## بازیگران
- مایکل سرا در نقش اسکات پیلگریم
- مری الیزابت وینستد در نقش رامونا فلاورز
- کیرن کالکین در نقش والاس ولز
- کریس ایوانز در نقش لوکاس لی
- آنا کندریک در نقش استیسی پیلگریم
- الیسون پیل در نقش کیم پاین
- برندان روث در نقش تاد اینگرام
- جیسون شوارتزمن در نقش گوردون گریوز
- جانی سیمونز در نقش نیل
- الن ونگ در نقش نایوز چاو
- می ویتمن در نقش راکسی ریچر
- بری لارسون در نقش انوی آدامز
- آبری پلازا در نقش ژولی پاورز